# Darren Jones
Darren Paul Jones (ur. 13 listopada 1986 w Bristolu) – brytyjski polityk, biolog i prawnik. Członek Partii Pracy, od 2024 naczelny sekretarz skarbu. Od 2017 poseł do Izby Gmin.

## Życiorys

### Młodość, wykształcenie i kariera zawodowa
Jest synem urzędniczki NHS i pracownika ochrony. Wychowywał się w mieszkaniu komunalnym na osiedlu Lawrence Weston, w Bristolu. W latach 2005–2008 studiował biologię człowieka na Uniwersytecie w Plymouth. Przewodniczył wówczas stowarzyszeniu studentów miejscowego uniwersytetu. Po ukończeniu studiów podjął pracę w NHS. Publikował również cotygodniowe felietony w lokalnej gazecie. W 2009 podjął studia prawnicze na Uniwersytecie Zachodniej Anglii w Bristolu, po czym odbył studia podyplomowe (LPC) na ULaw. W 2013 uzyskał uprawnienia solicitora. Specjalizował się w prawie europejskim i ochrony konsumentów.

### Działalność polityczna
W 2010 po raz pierwszy kandydował do Izby Gmin. Nie uzyskał wówczas mandatu w okręgu wyborczym Torridge and West Devon. Zajął w tych wyborach czwarte miejsce, otrzymując 5,3% głosów. W 2015, w kolejnych wyborach parlamentarnych, kandydował bez powodzenia z okręgu Bristol North West. Przed odbywającym się w następnym roku referendum, był zaangażowany w kampanię na rzecz pozostania Wielkiej Brytanii w Unii Europejskiej. Kierował również kampanią wyborczą Marvina Reesa, który z powodzeniem kandydował na stanowisko burmistrza Bristolu. Pracował także w Stanach Zjednoczonych, w sztabie kampanii Hillary Clinton, przed wyborami prezydenckimi. W wyborach parlamentarnych w 2017 ponownie ubiegał się o mandat z okręgu Bristol North West. Został wówczas wybrany do niższej izby brytyjskiego parlamentu. Uzyskiwał w tym okręgu reelekcje podczas  wyborów w 2019 i 2024.
W 2020 został przewodniczącym komisji parlamentarnej ds. biznesu i handlu. Pełnił to stanowisko do 2023, gdy objął funkcję naczelnego sekretarza skarbu w gabinecie cieni Keira Starmera.
Po zwycięstwie wyborczym Partii Pracy w 2024, został powołany na ten sam urząd w nowo utworzonym gabinecie Keira Starmera.

## Życie prywatne
Jest żonaty z Lucy Symons-Jones, współzałożycielką firmy zajmującej się energią odnawialną. Mają trzy córki. Jest weganinem.